# ストロングエイト
ストロングエイトとは日本の競走馬、種牡馬である。アイアンリージの代表産駒であり、第18回有馬記念を制した。ストロングナイン（1973年カブトヤマ記念3着）は全弟。
主戦騎手は当時奥平真治厩舎所属の中島啓之。5歳秋のオールカマー（増沢末夫騎乗）以外は、すべて彼が騎乗している。
- 馬齢については原則旧表記（数え）とする。

## 戦績
“調教大将”と言われるくらい稽古では走るストロングエイトが本格化したのは、二番手マーク戦法が身についた5歳になってからで、その総決算が1973年末の有馬記念であった。一つの重賞も勝っていない同馬がニットウチドリ（この年の桜花賞・ビクトリアカップ優勝馬）・ハイセイコー（皐月賞を制した稀代のアイドルホース）・タニノチカラ（天皇賞（秋）を制したばかりの二冠馬タニノムーティエの半弟）を抑えて優勝。人気を集めたハイセイコーとタニノチカラ2頭が牽制し合っている間隙を突き、逃げる女傑ニットウチドリを2番手から直線で交わし戴冠した。だが、レース自体は「人気馬同士の牽制による金縛り現象」という展開に恵まれた印象は強く、この時点ではまぐれ勝ちの様相が強かった。
ストロングエイトが正当な評価を受けられるようになったのは翌1974年からで、緒戦の目黒記念（春）こそ9着に沈んだものの、次走の鳴尾記念を59キログラムの斤量を背負い逃げ切った。京都競馬場で開催された天皇賞（春）はタケホープの2着。ハイセイコーに八大競走で2度も先着（しかも、1回は優勝）したためか、第15回宝塚記念ではハイセイコーから1番人気の座を奪った。だが、ここはハイセイコーの奮起にあい6着に凡走した。結局大きなタイトルは有馬記念だけであったが、一流馬としての実力は備わっていた。翌年（1975年）1月のアメリカジョッキークラブカップ勝利を花道に引退した。

## 引退後
引退後は日本中央競馬会（JRA）から種牡馬として買い上げられる話があったが、オーナーの意向で故郷のハイランド牧場で種牡馬生活を開始することとなった。牧場の場所が栃木県ということもあり、交配数は年間15頭前後と少なかったものの、障害競走で活躍したスパークリングなどを出し、そこそこの種牡馬成績を上げた。
1989年、種牡馬生活を引退したストロングエイトは順風満帆な隠居生活を送っていた。だが、丈夫さが売りと思われていたストロングエイトにも知らずのうちに病魔が蝕んでいた。1992年年明け早々、両後脚にむくみが発生した。若い頃なら大したことない症状であったが、現役時代の無理が祟り肝臓を傷めていたストロングエイトにとっては致命傷であった。結局、闘病生活で衰弱しきったストロングエイトは3月1日にこの世を去った。
なお、ハイランド牧場は1995年の青葉賞・セントライト記念に2着したシグナルライトを最後の活躍馬として、2000年限りで競走馬生産を打ち切っている。

### おもな産駒
- スパークリング（1981年中山大障害〈春〉2着）

## 血統表
| ストロングエイトの血統（テディ系 / Bull Dog・Sir Gallahad 3×4=18.75%、Teddy4・5×5=12.50%、Pharos・Fairway4×4=12.50%（母内）） | ストロングエイトの血統（テディ系 / Bull Dog・Sir Gallahad 3×4=18.75%、Teddy4・5×5=12.50%、Pharos・Fairway4×4=12.50%（母内）） | ストロングエイトの血統（テディ系 / Bull Dog・Sir Gallahad 3×4=18.75%、Teddy4・5×5=12.50%、Pharos・Fairway4×4=12.50%（母内）） | （血統表の出典） | （血統表の出典） |
| 父 * アイアンリージ Iron Liege 1954 鹿毛 アメリカ                                                                             | 父の父Bull Lea 1935 黒鹿毛 アメリカ                                                                                           | Bull Dog | Teddy            | Teddy            |
| 父 * アイアンリージ Iron Liege 1954 鹿毛 アメリカ                                                                             | 父の父Bull Lea 1935 黒鹿毛 アメリカ                                                                                           | Bull Dog | Plucky Liege     |                  |
| 父 * アイアンリージ Iron Liege 1954 鹿毛 アメリカ                                                                             | 父の父Bull Lea 1935 黒鹿毛 アメリカ                                                                                           | Rose Leaves | Ballot           | Ballot           |
| 父 * アイアンリージ Iron Liege 1954 鹿毛 アメリカ                                                                             | 父の父Bull Lea 1935 黒鹿毛 アメリカ                                                                                           | Rose Leaves | Colonial         |                  |
| 父 * アイアンリージ Iron Liege 1954 鹿毛 アメリカ                                                                             | 父の母Iron Maiden 1941 鹿毛 アメリカ                                                                                          | War Admiral | Man o'War        | Man o'War        |
| 父 * アイアンリージ Iron Liege 1954 鹿毛 アメリカ                                                                             | 父の母Iron Maiden 1941 鹿毛 アメリカ                                                                                          | War Admiral | Brushup          |                  |
| 父 * アイアンリージ Iron Liege 1954 鹿毛 アメリカ                                                                             | 父の母Iron Maiden 1941 鹿毛 アメリカ                                                                                          | Betty Derr | Sir Gallahad     | Sir Gallahad     |
| 父 * アイアンリージ Iron Liege 1954 鹿毛 アメリカ                                                                             | 父の母Iron Maiden 1941 鹿毛 アメリカ                                                                                          | Betty Derr | Uncle's Lassie   |                  |
| 母 * ストロングウインド Strongwind 1957 栗毛 アルゼンチン                                                                     | 母の父Scratch 1947 栗毛 フランス                                                                                              | Pharis | Pharos           | Pharos           |
| 母 * ストロングウインド Strongwind 1957 栗毛 アルゼンチン                                                                     | 母の父Scratch 1947 栗毛 フランス                                                                                              | Pharis | Carissima        |                  |
| 母 * ストロングウインド Strongwind 1957 栗毛 アルゼンチン                                                                     | 母の父Scratch 1947 栗毛 フランス                                                                                              | Orlamonde | Asterus          | Asterus          |
| 母 * ストロングウインド Strongwind 1957 栗毛 アルゼンチン                                                                     | 母の父Scratch 1947 栗毛 フランス                                                                                              | Orlamonde | Naic             |                  |
| 母 * ストロングウインド Strongwind 1957 栗毛 アルゼンチン                                                                     | 母の母Tempestiva 1945 鹿毛 アルゼンチン                                                                                       | Full Sail | Fairway          | Fairway          |
| 母 * ストロングウインド Strongwind 1957 栗毛 アルゼンチン                                                                     | 母の母Tempestiva 1945 鹿毛 アルゼンチン                                                                                       | Full Sail | Fancy Free       |                  |
| 母 * ストロングウインド Strongwind 1957 栗毛 アルゼンチン                                                                     | 母の母Tempestiva 1945 鹿毛 アルゼンチン                                                                                       | Tempestad | Tiepolo          | Tiepolo          |
| 母 * ストロングウインド Strongwind 1957 栗毛 アルゼンチン                                                                     | 母の母Tempestiva 1945 鹿毛 アルゼンチン                                                                                       | Tempestad | Talca F-No.4-d   |                  |

母ストロングウインドはアルゼンチンからの輸入馬だったが、ストロングエイト・ストロングナイン兄弟以外にこれといった活躍馬は出せなかった。現存する牝系子孫もごくわずかである。